# SkyLink Aviation
SkyLink Aviation Inc. is een Canadees vervoersbedrijf met hoofdkwartier in Toronto.
In juli 1993, werden zeven bemiddelingsambtenaren van de Verenigde Naties van het agentschaphoofdkwartier, gesondeerd nadat beweringen circuleerden dat zij biedenen ten voordele van SkyLink hadden gemanipuleerd. Mohamed Aly Niazi leidde het onderzoek dat concludeerde dat ambtenaren van de V.N. aan "openlijke biedmanipulaties" ten voordele van Skylink hadden meegedaan.